# 罗密欧·卡斯特伦
羅密歐·卡斯特倫（荷蘭語：Romeo Castelen，1983年5月3日—）是一名荷蘭足球運動員，擔任翼鋒。
卡斯特倫的母親和妹妹於1989年6月7日發生的蘇里南航空764號班機空難中去世，同機的還有15名效力荷蘭球會的蘇里南足球員。

## 外部連結
- 罗密欧·卡斯特伦 檔案及數據 Wereld van Oranje （荷兰文）